# Виндзорские проказницы (опера)
«Виндзорские проказницы» (реже «Виндзорские кумушки» и «Виндзорские насмешницы»; нем. Die lustigen Weiber von Windsor) — трёхактовая комическая опера (шпильопера) немецкого композитора Отто Николаи, созданная в 1849 году в традициях зингшпиля. Последнее и самое известное произведение композитора. До этой оперы автор работал только с итальянскими либретто.

## Сюжет и его источник
Немецкое либретто Германа Мозенталя — весьма удачная переделка шекспировских пьес «Виндзорские проказницы» и «Генрих IV». Авантюры хвастливого толстяка Фальстафа не раз вдохновляли композиторов: к этому персонажу обращались Сальери, Адан, Верди и другие, но в оперных театрах XIX века наибольший успех имела именно версия сюжета, предложенная Николаи. 
Сюжет разворачивается вокруг проделок Фальстафа (бас), который, решив покорить сердца двух замужних дам — миссис Форд (сопрано) и миссис Педж (меццо-сопрано), — отправляет им одинаковые любовные письма. Подруги, разгадав его уловку, устраивают ему череду унизительных провалов: прячут в корзине с грязным бельём, переодевают в платье служанки и подвергают порке, а под конец, перевоплотившись в «лесных духов», доводят насмешки до гротеска. Параллельно дочь миссис Педж, Анна (сопрано), вопреки воле родителей, тайно венчается с возлюбленным Фентоном (тенор), добавляя в комедию романтическую линию. У Мозенталя английские имена заменены на немецкие (Флут вместо Форд, Райх вместо Педж и т. д.).

## Стилистика
«Виндзорские проказницы» — эталон музыкальной комедии, где искромётный юмор, романтическая фантазия и мелодическое богатство сливаются в универсальный рецепт сценического долголетия. Музыка Николаи ловко балансирует между острохарактерными буффонадными сценами и лирической кантиленой. Партия Фальстафа требует от певца не только вокального мастерства, но и комедийного дара. Финал, где над ним издеваются «волшебные духи», наполнен сказочным очарованием. Композитору удалось создать произведение, где основательность немецкого романтизма соединилась с итальянской лёгкостью и изяществом (что сам он и называл своей главной задачей). 

## Успех и признание
Премьера состоялась в Берлинской придворной опере 9 марта 1849 года под управлением автора. На волне успеха своего детища Николаи через два месяца  возглавил этот оперный театр, 11 мая был избран в члены Прусской королевской академии искусств и в тот же день скончался. Успешный дебют Мозенталя в качестве либреттиста послужил началом вереницы либретто, созданных им для Гольдмарка, Рубинштейна и других композиторов.

В Петербурге «Кумушек» впервые представили в 1859 году с Осипом Петровым в роли Фальстафа. В последующие десятилетия в российских постановках блистали Фёдор Стравинский, Иван Мельников, Эмилия Павловская, а Антонина Нежданова, ещё в годы студенчества, дебютировала на оперной сцене в партии миссис Форд. Даже после появления новой трактовки литературного материала — вердиевского «Фальстафа» (1893) — опера Николаи не утратила популярности. В театрах СССР она давалась достаточно регулярно, причём к 400-летию Шекспира в 1964 году её поставил даже Кировский театр в Ленинграде. В XXI веке оперу можно встретить главным образом на сценах Германии и Австрии. 
Увертюра к «Виндзорским проказницам», — вероятно, известнейшее произведение Николаи — нередко исполняется в концертах. Американский дирижёр Джонни Грин записал исполнение увертюры на киноплёнку, и эта запись получила в 1954 году премию «Оскар» за лучший игровой короткометражный фильм, снятый на одну бобину.